# Red Hill, Sydshetlandsöarna
Red Hill är en kulle i Antarktis. Den ligger i Sydshetlandsöarna. Argentina, Chile och Storbritannien gör anspråk på området. Toppen på Red Hill är 100 meter över havet.
Terrängen runt Red Hill är kuperad åt nordväst, men österut är den platt. Havet är nära Red Hill åt sydost. Trakten är glest befolkad. Närmaste befolkade plats är Commandante Ferraz Station, 17,6 kilometer norr om Red Hill. 